# Mirosław Graf
Mirosław Graf, poljski smučarski skakalec, * 5. junij 1959, je začetnik V-tehnike skakanja v smučarskih skokih.